# Škrabák

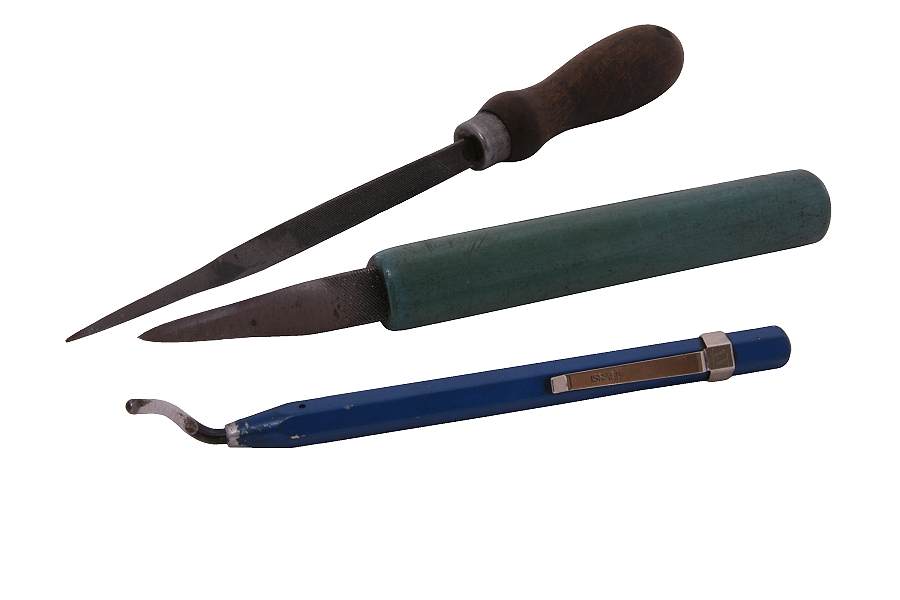
Šábr

Škrabák (slangově šábr) je dílenský nástroj, v současnosti už používaný jen pro odstranění otřepů po vrtání, frézování nebo soustružení. Nejvíce je nyní využíván při strojním obrábění.
Asi do 70. let minulého století to však byl klíčový nástroj pro zaškrabávání kluzných ložisek na ojnicích automobilů (u parních lokomotiv na ojnicích a spojnicích). Ložiska byla odlévána z ložiskové kompozice – z měkkého ložiskového bronzu. Ložisko se při výměně namazalo, ojnice se smontovala a pootočilo se s ní. Pak se rozebrala a na ploše ložiska bylo vidět, kde bodově dosedá. Tyto body se ostrou hranou šábru zaškrabávaly, aby nakonec ložisko dosedlo většinou své plochy. Tuto práci prováděli pracovníci s nejvyšší kvalifikací.
Škrabák jako nástroj se dal koupit, anebo si ho dělníci vybrousili sami ze starých, hlavně trojhranných pilníků. Nesmělo však dojít k vyhřátí pracovního ostří nástroje, které by žíháním změklo. Šábr užívají restaurátoři a také například renovátoři veteránů.